# Vörösmellű kövirigó
A vörösmellű kövirigó (Monticola rufiventris) a madarak osztályának verébalakúak (Passeriformes)  rendjébe és a légykapófélék (Muscicapidae) családjába tartozó faj.

## Rendszerezése
A fajt William Jardine és Prideaux John Selby írták le le 1833-ban, a Petrocincla nembe Petrocincla rufiventris néven.

## Előfordulása
Banglades, Bhután, Kína, India, Laosz, Mianmar, Nepál, Pakisztán, Thaiföld és Vietnám területén honos. Természetes élőhelyei a szubtrópusi és trópusi cserjések, síkvidéki és hegyi esőerdők, sziklás környezetben, valamint másodlagos erdők. Vonuló faj

## Megjelenése
Testhossza 23 centiméter, testtömege 48-61 gramm.
|  |  |

## Természetvédelmi helyzete
Az elterjedési területe rendkívül nagy, egyedszáma pedig stabil. A Természetvédelmi Világszövetség Vörös listáján nem fenyegetett fajként szerepel.